# Liên hiệp vương triều

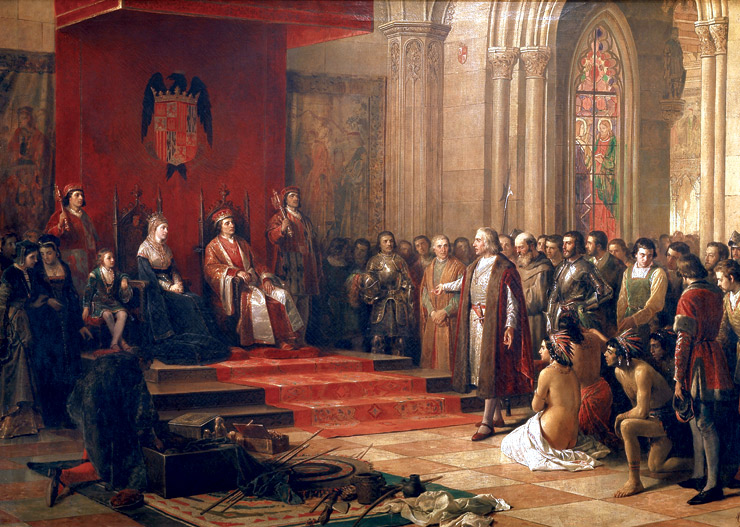
Quân chủ Công giáo và Cristoforo Colombo, 1493

Liên hiệp vương triều (tiếng Anh: Dynastic union, tiếng Pháp: Union dynastique) là một hình thức liên bang chỉ có hai nhà nước khác nhau được quản lý dưới cùng một triều đại, trong khi ranh giới, luật pháp và lợi ích của chúng vẫn khác biệt. Nó khác với liên minh cá nhân ở chỗ liên minh cá nhân cụ thể dưới một vị quân chủ, nhưng liên hiệp vương triều cần có 2 vị quân chủ.

## Liên hiệp Vương quốc Aragón và Vương quốc Navarra
Với vụ ám sát Sancho IV, Vương quốc Navarra bị tiếm quyền cai trị bởi người anh em họ Alfonso VI của Castile. Đồng thời, Sancho V Ramirez của Aragon cũng uy hiếp quyền cai trị Navarre. Điều này được thỏa hiệp hình thành chế độ liên hiệp vương triều năm 1076, dẫn đến sự kiểm soát của người Aragon đối với Navarre trong hơn nửa thế kỷ (1076–1134).

## Liên hiệp Vương quốc Aragón và Bá quốc Barcelona
Cuộc hôn nhân của Bá tước Barcelona Raymond Berengar IV của Barcelona và Nữ vương tương lai của Aragon Petronila của Aragon vào năm 1137 đã tạo thành Vương quyền Aragon.

## Liên hiệp Vương quyền Castilla và Vương quyền Aragon
Cuộc hôn nhân của Isabel I của Castilla và Ferrando II của Aragón vào năm 1469 đã đặt nền móng cho vương quốc Tây Ban Nha. Họ không lên ngôi tương ứng cho đến năm 1474 và 1479.

## Liên hiệp Vương quốc Tây Ban Nha và Vương quốc Bồ Đào Nha
Liên hiệp vương triều giữa Tây Ban Nha (liên minh các Vương quyền của Castile và Aragon) và Bồ Đào Nha (1580–1640), thường được các nhà sử học hiện đại gọi là Liên minh Iberia, dưới Vương triều Philippines.

## Liên hiệp Đại công quốc Litva và Vương quốc Ba Lan
Cuộc hôn nhân giữa Jogaila và Nữ vương Jadwiga I của Ba Lan vào năm 1385, hình thành nên Liên minh Krewo. Liên minh này được xem là tiền thân hình thành nên Liên bang Ba Lan và Lietuva sau này.

## Liên hiệp Vương quốc Pháp và Vương quốc Navarra
Theo luật Salic, Enrique III của Navarra, một thành viên của Nhà Bourbon, kế vị ngai vàng của Pháp vào năm 1589 sau sự tuyệt chủng hậu duệ nam của Nhà Valois. Cả hai vương tộc đều là dòng thứ của vương tộc Capetian, cai trị vương quốc Pháp từ năm 987.

## Liên hiệp Vương quốc Anh và Vương quốc Scotland
Khi Elizabeth I của Anh qua đời vào năm 1603, người thừa kế ngai vàng của Anh là Vua James VI của Scotland. Hình thái này thường được gọi là Liên minh vương thất, được thực hiện từ năm 1603 đến năm 1653 (khi chế độ quân chủ chính thức bị bãi bỏ) và một lần nữa từ năm 1659 cho đến khi hai quốc gia thống nhất về mặt chính trị theo Hiệp ước Liên minh vào năm 1707.